# Hagerstown (Maryland)
Hagerstown é uma cidade localizada no estado americano de Maryland, no Condado de Washington.

## Demografia
Segundo o censo americano de 2010, a sua população era de 39662 habitantes.
Em 2006, fora estimada uma população de 39.008, um aumento de 2321 (6.3%) face ao registado em 2000.

## Geografia
De acordo com o United States Census Bureau tem uma área de
27,6 km², dos quais 27,6 km² cobertos por terra e 0,0 km² cobertos por água. Hagerstown localiza-se a aproximadamente 194 m acima do nível do mar.

## Localidades na vizinhança
O diagrama seguinte representa as localidades num raio de 8 km ao redor de Hagerstown.